# Zeitschrift für die notarielle Beratungs- und Beurkundungspraxis
Die Zeitschrift für die notarielle Beratungs- und Beurkundungspraxis (NotBZ) ist eine im Verlag Dr. Otto Schmidt KG erscheinende juristische Fachzeitschrift. Sie informiert über die zentralen Beratungs- und Gestaltungsfragen der notariellen Arbeit; die Zeitschrift beinhaltet eine notariatsbezogene Datenbank und versteht sich als nutzenorientiertes Informationssystem.
Die NotBZ erscheint seit dem Jahre 1997; sie wird von der Ländernotarkasse in Verbindung mit den Notarkammern Brandenburg, Mecklenburg-Vorpommern, Sachsen, Sachsen-Anhalt und Thüringen herausgegeben. Die Auflage beträgt 1.200 Exemplare.

## Inhalt
Themenschwerpunkte der NotBZ sind unter anderem das Grundbuch- und Grundstücksrecht, das Beurkundungsrecht, das Erbrecht, das Gesellschaftsrecht, Fragen des Wohnungseigentums und das Berufsrecht des Notars.
Die NotBZ enthält einen Aufsatzteil, der sich an den Bedürfnissen der Notariatspraxis orientiert. Entscheidungshilfen, Muster und Formulierungsbeispiele stehen im Vordergrund dieses Teils. Das Kostenrecht wird wegen seiner besonderen Bedeutung in einer eigenen Rubrik dargestellt.
Der Rechtsprechungsteil der NotBZ bietet ausgewählte Gerichtsentscheidungen zum gesamten Themenspektrum der Zeitschrift; Anmerkungen erschließen im Bedarfsfall Hintergrund und Tragweite dieser Judikate.

## Redaktion
Die Redaktion besteht aus Mitarbeitern der Ländernotarkasse Leipzig, derzeit Herrn Dr. Robert Kühne, Frau Notarassessorin Carla Kühne und der Redaktionsassistentin Karen Pfauter.